# Jerry Adder

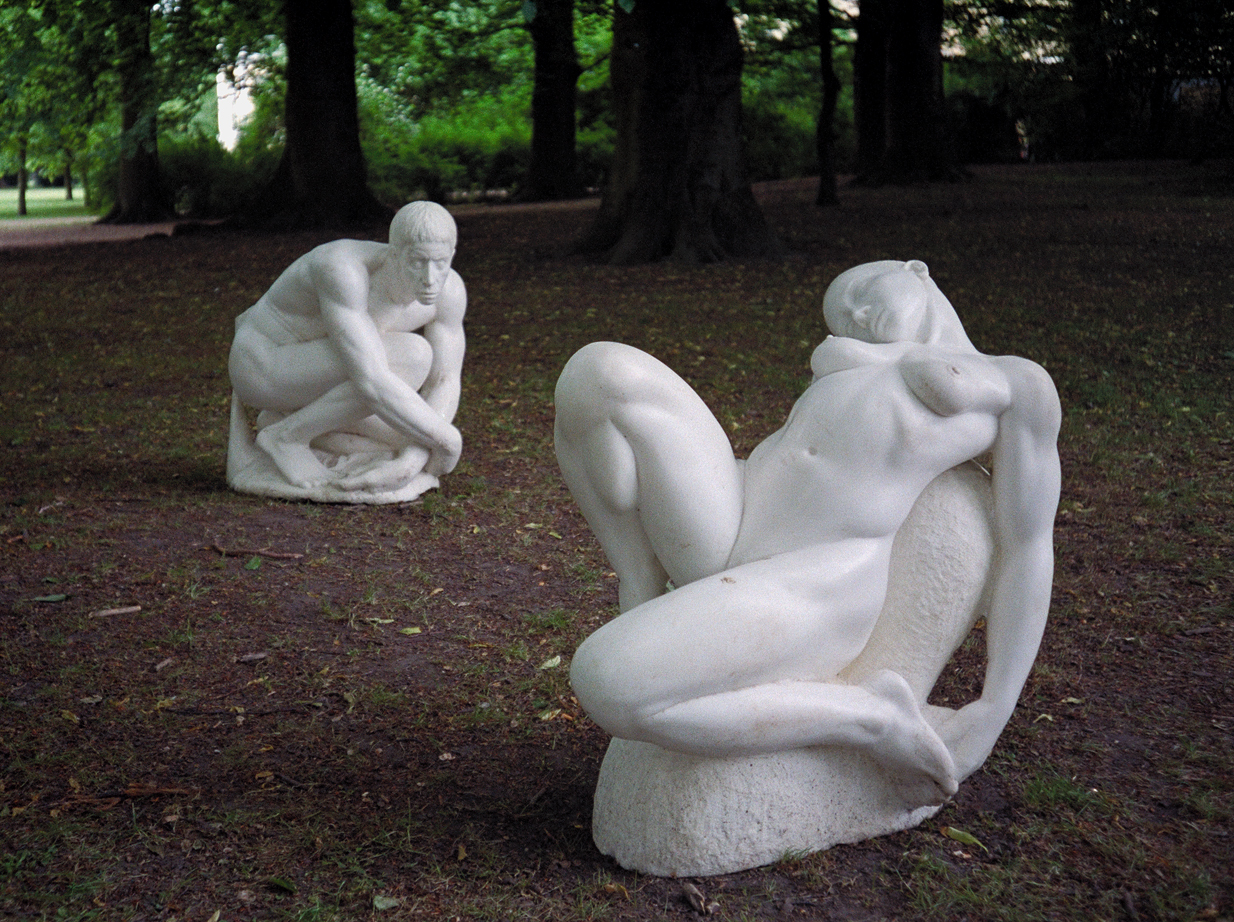
In the 11 th. Hour och
Caught between Heaven and Hell
i Malmö under Malmö-Copenhagen Sculpture Biennal 2000.

Jerry Adder, ursprungligen Allan Justesen, född 1958 i Köpenhamn, är en dansk målare och skulptör.
Jerry Adder är självlärd som konstnär och är bosatt i Skuldelev i Skibby på Sjælland. Han arbetar huvudsakligen med skulpturer i marmor och brons.

## Offentliga verk i urval
- Kvinde ved tidens ende, marmor, vid vårdhemmet Nordhøj i Skibby kommun
- bronsskulptur, 2006, i Skibby Kino